# Cryptocephalus connexus
Cryptocephalus connexus es una especie de insecto coleóptero de la familia Chrysomelidae.
Fue descrita científicamente en 1807 por G. A. Olivier.